# NGC 190A
NGC 190A (другие обозначения — MCG 1-2-42, ZWG 409.51, 3ZW 10, HCG 5B, DRCG 2-61, PGC 2325) — эллиптическая галактика (E) в созвездии Рыбы.
Этот объект не входит в число перечисленных в оригинальной редакции «Нового общего каталога» и был добавлен позднее.